# 경북과학대학교
경북과학대학교(慶北科學大學校, Kyongbuk Science College)는 경상북도 칠곡군에 있는 사립 전문대학이다.

## 연혁
1992년 12월, 학교법인 동국교육재단의 정하상에 의하여 동국전문대학이 설립되었다. 이듬해 3월 15일 정식으로 개교하였다. 1998년 5월, 경북과학대학으로 교명을 변경한다. 2012년 1월, 전문대학의 교명 제한 해제에 따라 경북과학대학교로 교명을 변경하여 현재에 이르고 있다.
한편, 2010년, 학자금대출 제한 대학으로 선정된 바 있다. 이어 2013년과 2014년, 정부재정지원제한대학에 지정된 바 있다. 2015년과 2016년, 대학구조개혁평가에서 각각 D+ 등급과 D 등급을 받은 바 있으나, 2017년에 이로 인한 재정 지원 제한 조치가 일부 해제되었다. 2018년, 대학기본역량진단 결과 역량강화대학에 선정된 바 있다.

## 교육편제
경북과학대학교는 자연과학계, 인문사회계, 예체능계, 공학계 등 4개 계열을 설정하고 아래 19개 전공을 편제하고 전문학사 학위 과정을 교수하고 있다. 다만, 간호학과에 한하여 학사 학위 과정을 편제하고 있다.

## 캠퍼스 풍경
경북과학대학교는 경상북도에 위치한 사립 전문대학으로, 기산면에 위치한다. 학교 소유 부지 면적은 약 34만m²를 소유하고 있으며, 전문대학중에서는 큰 수준이다. 이는 동국대학교 혹은 건국대학교 글로컬캠퍼스의 캠퍼스와 비슷한 수준이다. 캠퍼스 내부 약 18동의 건축물이 위치하고 있다.
캠퍼스 북부 지산로를 통해 접근할 수 있으며, 남부로 산지가 넓게 펼쳐져 있는 것이 특징이다.

### 기타 대학 시설
경북과학대학교가 설립 및 소유, 운영 중인 시설에는 캠퍼스 외부에 위치한 시설도 존재한다. 캠퍼스와 같은 기산면에 위치한 전통문화체험학교와 경북과학대학교 박물관이 대표적이다.